# 三泉隐修院

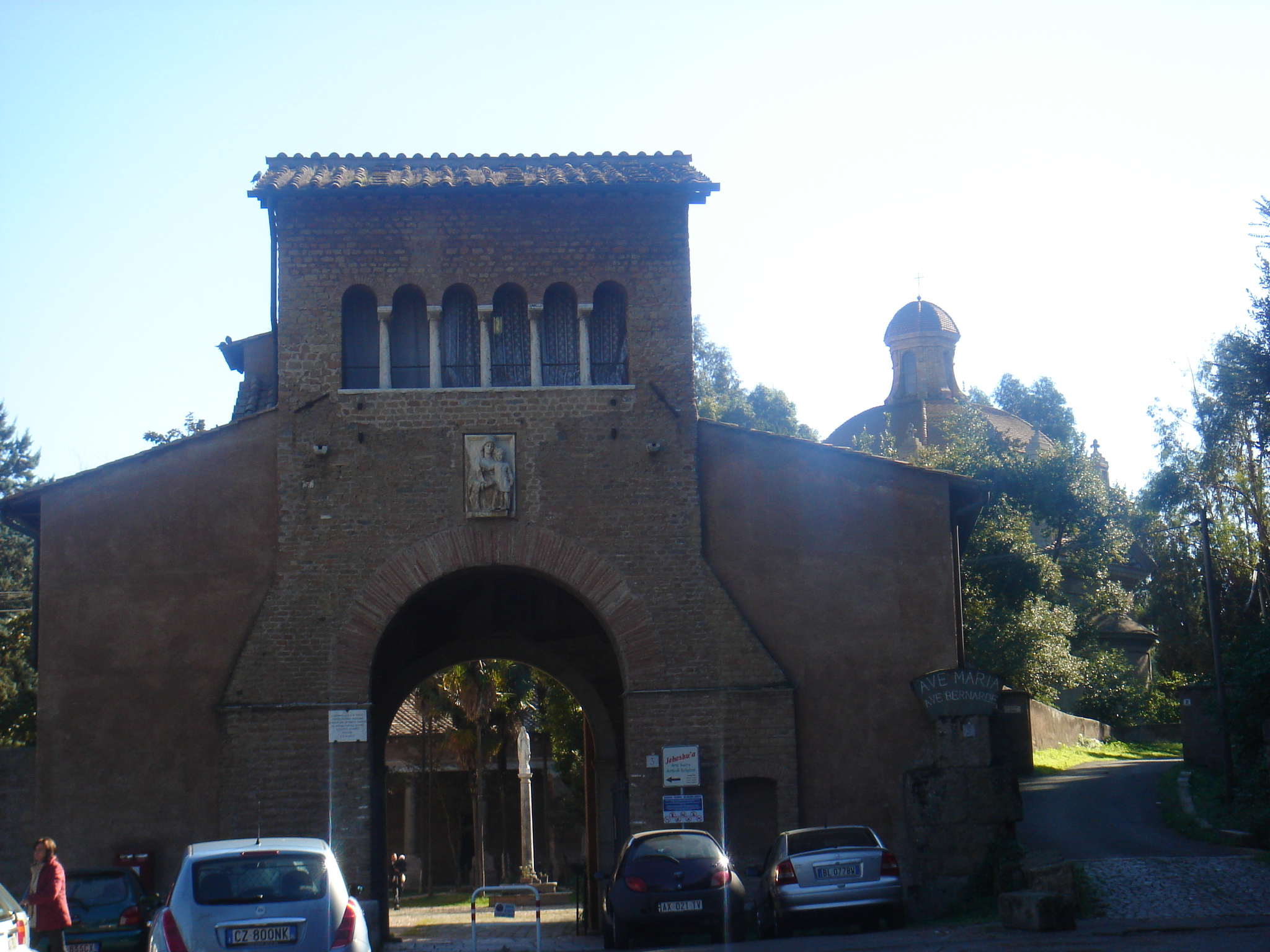
隐修院的查理曼拱门

三泉隐修院（拉丁語：Abbatia trium fontium ad Aquas Salvias）是罗马的一座天主教修道院，目前由熙笃会神父管理。 
这座修院有三个教堂。第一座，三泉圣保禄堂，位于圣保禄被皇帝尼禄下令斩首的地点。传说他的头颅从身体切断时，弹起三次，撞击地面，形成三个泉眼。
第二座教堂供奉圣母玛利亚，建在圣芝诺将军及其10,203名军团战士的遗体上，他们在299年被戴克里先下令杀死。堂内的祭台Scala Coeli（“天堂的阶梯”），教堂因此得到现名。
第三座教堂供奉萨拉戈萨的味增爵和亚纳大削，由教宗和诺理一世建于626年，安排本笃会修士照顾。